# Territori d'Arizona

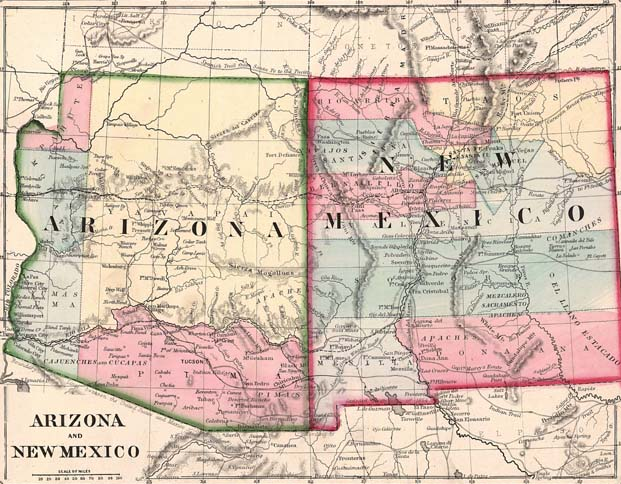
Mapa històric d'Arizona i de Nou Mèxic

El Territori d'Arizona (en anglès: Arizona Territory) va ser un territori organitzat incorporat als Estats Units que va existir entre 1863 i 1912, quan es va admetre l'Estat d'Arizona dins la Unió. Aquest territori va ser creat després de nombrosos debats sobre la divisió del Territori de Nou Mèxic. Durant la Guerra Civil dels Estats Units, la Unió i els Estats Confederats van tenir diferents motius per dividir el territori de Nou Mèxic. Cadascun reivindicava un territori anomenat Arizona, que era una part de l'antic Territori de Nou Mèxic. Els dos territoris d'Arizona van tenir un paper important en la campanya occidental de la Guerra Civil.

## Història

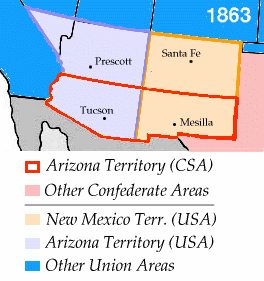
Evolució del territori d'Arizona durant la Guerra Civil

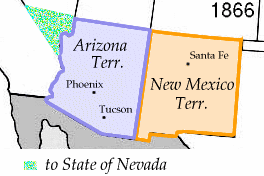
El territori de Nou Mèxic el 1866

Després de l'ampliació de la territori de Nou Mèxic el 1853 per la Compra de Gadsden les propostes d'una divisió del territori i l'organització d'un territori separat d'Arizona en la meitat sud del territori es van avançar ja el 1856. Les primeres propostes per al territori d'Arizona no es basaven en la divisió Nord-Sud actual, sinó més aviat una divisió al llarg d'una línia est-oest
Les propostes que van sorgir de la preocupació per l'eficàcia del govern territorial a Santa Fe, Nou Mèxic, per administrar efectivament les porcions sud recentment adquirides del territori. La primera proposta data d'una conferència celebrada a Tucson, Arizona que es va reunir el 29 d'agost de 1856. La conferència va emetre una petició al Congrés dels EUA, signada per 256 persones, sol·licitant l'organització del territori i elegint Nathan P. Cooke com el delegat territorial del Congrés. El gener de 1857, el projecte de llei per a l'organització del territori es va introduir a la Cambra de Representants dels Estats Units, però la proposta va ser rebutjada amb l'argument que la població del territori proposat era encara molt petita. Més endavant una proposta similar va ser derrotada al Senat dels Estats Units. La proposta de creació del territori va ser controvertida, en part a causa de la percepció que el territori de Nou Mèxic estava sota la influència dels simpatitzants del sud que estaven molt desitjosos d'ampliar l'esclavitud al sud-oest. Al febrer de 1858, a Nou Mèxic es va adoptar una resolució a favor de la creació del territori d'Arizona, però amb una frontera nord-sud al llarg del meridià 109º, amb la condició addicional que tots els indis de Nou Mèxic s'eliminarien al nord Arizona. El 1860 els delegats van triar a Lewis Owings com a governador provisional. Al principi de la guerra, la Confederació considerà el territori d'Arizona com a ruta de valor per al possible accés a l'oceà Pacífic, amb la intenció específica de capturar Califòrnia. El juliol del 1861, una petita força confederada de texans, al comandament del tinent coronel John R. Baylor assaltaren Fort Fillmore a Mesilla, Nou Mèxic a la part oriental del territori. L'1 d'agost Baylor proclamà el Territori d'Arizona prenent possessió del territori per a la Confederació amb Mesilla com a capital i ell mateix com a governador. El posterior desmantellament dels forts de la Unió existents al territori va deixar als colons blancs a mercè de la tribu Apatxe, que ràpidament prengué el control de la zona i va obligar a molts dels colons blancs a buscar refugi a Tucson. La legislació va ser aprovada el 13 de gener de 1862, i el territori va ser creat oficialment per la proclamació delmpresident Jefferson Davis el 14 de febrer. Al mes següent, el març de 1862, la Cambra de Representants, ara desproveïts dels delegats del sud i controlada pels republicans, va aprovar un projecte de llei per crear el Territori d'Arizona i l'ús de la frontera nord-sud del meridià 107. El projecte de la Cambra estableix que Tucson havia de ser la capital. El 24 de febrer de 1863, promulgat per Abraham Lincoln va ser la data de l'organització oficial del territori d'Arizona però la primera capital va ser Prescott, Arizona a la zona controlada per la Unió. El 1867, amb la guerra acabada la capital va ser traslladada a Tucson i el 1889 a Phoenix, Arizona. El territori d'Arizona va ser admès a la Unió com l'estat 48 el 14 de febrer de 1912.